# 37044 Папімарсель
37044 Папімарсель (37044 Papymarcel) — астероїд головного поясу, відкритий 27 жовтня 2000 року.
Тіссеранів параметр щодо Юпітера — 3,205.